# Drepanocentron mindoricum
Drepanocentron mindoricum is een schietmot uit de
familie Xiphocentronidae. De soort komt voor in het Oriëntaals gebied.